# 中時新聞網
中時新聞網是旺旺中時媒體集團旗下的綜合新聞網路平台，目前隸屬於時報資訊。時報資訊成立於1989年，是台灣第一家取得加值網路服務執照的公司；中時電子報則在1995年創立，是台灣歷史上第一家的網路新聞媒體，2019年更名為中時新聞網。
中时新闻网是极少数未被防火长城封锁，可于中国大陆正常访问的台湾新闻站点之一。

## 歷史
1995年9月11日，中時電子報正式上線。1997年10月，中時電子報為台灣網路廣告業界建立了符合國際主流的「標準尺寸」、「標準計價」、「動態輪替」的新標準，也為台灣網路廣告市場訂下了基本規範。1998年4月，中國時報系正式成立中時網路科技，投入網路事業的發展。1999年4月，中時網路科技以中時電子報為旗艦，推動「Cyber One Media Network」網站團隊。2005年，中時電子報開始每年舉辦全球華文部落格大獎。
1989年12月，時報資訊成立。2008年11月，旺旺集团董事长蔡衍明买下中国时报集团，時報資訊合併中時網路科技。
2016年1月28日，中時電子報LINE官方帳號上線。2019年，中時電子報改版為中時新聞網。

## 网站频道
中時新聞網包括了新聞開麥拉、科技頻道、影音頻道、中時部落格、中時雜誌、運動頻道、娛樂頻道、樂活頻道、時報周刊、中時理財、藝文頻道等頻道。